# Jorge Corella
Jorge Mª Corella y Arroquia (Madrid, 23 de julio de 1960) es un arquitecto, preparador y ex-deportista español: atleta especializado en salto con pértiga y, más tarde, en los deportes de aventura. Fue componente de la primera y única pareja española ganadora del Camel Trophy en su edición de 1994. Actualmente desempeña actividades profesionales relacionadas con la arquitectura y el coaching.

## Biografía
Último hijo de los tres que tuvo el matrimonio del ingeniero industrial Luis Mª Corella Gómez-Humarán, con Mª Concepción Arroquia y Díaz, Marquesa de San Miguel de la Vega.

Nacido en Madrid, y criado en Tudela, Navarra, donde su familia vivía entonces. Estudió en el colegio de los Sagrados Corazones de Argüelles, donde comenzó a practicar atletismo y hockey ruedas, para posteriormente seguir sus estudios en la Escuela de Arquitectura de la UPM. Desde adolescente destacó como atleta en la modalidad de salto con pértiga, consiguiendo títulos de campeón de España en varias ocasiones en categorías juvenil, junior, promesas y absoluto, tanto en pista cubierta como aire libre, entre los años 1978 y 1987. Su rendimiento le llevó a participar en múltiples eventos internacionales formando parte de la selección española de atletismo entre los años 1978 y 1989.

Después de acabar sus estudios en 1985 se incorporó al servicio militar, entonces obligatorio, en la escala de complemento del Ejército del Aire (IMEC-EA; acceso por oposición), saliendo de su periodo de instrucción como N.º 1 de la XV promoción, y batiendo los records del ejército en salto con pértiga en varias ocasiones. Acabado su periodo de su instrucción fue trasladado a Madrid para comenzar su labor de arquitecto.

En 1987 contrajo matrimonio con la modelo holandesa Kyra M.Dekker, fruto del cual nacieron sus tres hijos: Guillermo, Alexandra y Almudena.

A comienzos de los 90, deja el atletismo de competición y es becado por la Academia Olímpica Española, como participante para ser Diplomado por la 'International Olympic Academy' en su XXXI sesión de julio de 1991. Posteriormente jugó dos temporadas de fútbol americano en la SFL con el equipo de Osos de Madrid, alcanzando ambas finales nacionales.

Es entonces cuando cambió su foco deportivo hacia los deportes de aventura destacando en múltiples competiciones hasta que finalmente en 1994, junto a su compañero Carlos Martínez Armas, ganó el prestigioso Camel Trophy que ese año transcurría por Argentina,  Paraguay y Chile en la edición denominada 'Transandino'. Además, el equipo ganó también la categoría de Pruebas especiales manteniéndose hasta la fecha como el único conjunto español campeón del evento. En las siguientes ediciones pasó a formar parte de la propia organización llegando a tener que ser evacuado en helicóptero, en la edición de 1995 estando en las selvas de Belice, por el ataque de las venenosas hormigas de fuego.

Compaginando la actividad deportiva desde 1985 hasta la actualidad, trabaja como arquitecto. Consiguiendo pronto, el reconocimiento teórico a través de premios como Premio Camuñas de Jóvenes Arquitectos y como participante en la Bienal Nacional; y práctico a través de numerosos proyectos en toda España, África y Méjico.

Debido a su carácter polifacético e inquieto a comienzos de los 2000 fue uno de los impulsores en España del coaching empresarial, colaborando con compañías como Vodafone, Coca-Cola, Grupo Telefónica, Land-Rover, entre muchas otras. Simultáneamente destaca como profesor en la Escuela Europea de Coaching, aportando su visión y aprendizajes gracias a su experiencia deportiva y profesional.

A lo largo de su vida ha tenido la ocasión de convivir con personajes relevantes del deporte, como Sergei Bubka y Miguel de la Quadra Salcedo, de la arquitectura, como Alberto Campo Baeza, o los Reyes Don Juan Carlos I y Felipe VI de España, entre otros.

## Palmarés deportivo internacional
- Ganador Camel Trophy Transandino 1994.
- Ganador 'Special Task' Camel Trophy Transandino 1994.
- Selección Española de Atletismo (Junior, promesa, sub-23 y absoluta) entre 1978 y 1989.
- Diplomado Academia Olímpica Internacional - 1991.

## Palmarés deportivo nacional
- Campeón de España absoluto de salto con pértiga al aire libre 1987.[6]
- Campeón de España Universitario de salto con pértiga 1980 y 1985.
- Campeón de España Junior de salto con pértiga en pista cubierta y aire libre 1979.
- Subcampeón de España absoluto de salto con pértiga 1979, 1982 y 1984.
- Subcampeón de España Junior de salto con pértiga 1978.
- Subcampeón de España Juvenil de salto con pértiga 1977.
- Finalista Spanish American Football League 1992 y 1993.

## Marcas Personales
- Mejor marca aire libre 5,20 metros.[7]
- Mejor marca en pista cubierta 5,15 m
- Récord del ejército del aire 5,10 m

## Premios y condecoraciones
- Nº 1 de la XV Promoción de Oficiales de complemento del Ejército del Aire (Granada 1985-6).
- Premio Camuñas de Jóvenes Arquitectos 1996.